# Mușchi ischiocavernos
Mușchiul ischiocavernos, sau conform nomenclaturii vechi mușchiul erector al penisului/clitorisului, (lat. musculus ischiocavernosus) reprezintă o lamă musculară alungită situată chiar sub suprafața perineului, care acoperă rădăcina corpurilor cavernoase a penisului la bărbați (♂) și a clitorisului la femei (♀).

## Anatomie
Fasciculele mușchilor ischiocavernoși pornesc de pe suprafața interioară a osului ischiatic și a ramurii ischiopubiene. În continuare, aderă lateral la ambele rădăcini ale penisului, la bărbați, sau ale clitorisului, la femeie, și se inseră pe tunica albuginee a suprafețelor laterale și dorsale ale corpurilor cavernoase. Fibrele musculare se fixează de tunica albuginea printr-o lamă aponevrotică din apropiere de corpul organelor erectile (♂, ♀), format prin fuziunea rădăcinilor cavernoase (♂, ♀).

## Fiziologie
Contracția mușchiului ischiocavernos comprimă corpurile cavernoase al organelor erectile și stopează refluxul sângelui prin vene, contribuind la menținerea erecției penisului sau tumescenței clitorisului.. Totodată, la femeie mușchiul ischiocavernos este responsabil de coborârea clitorisul și aplicarea lui pe penis, în timpul coitului, și tensionarea vaginului în momentul orgasmului.

## Imagini suplimentare

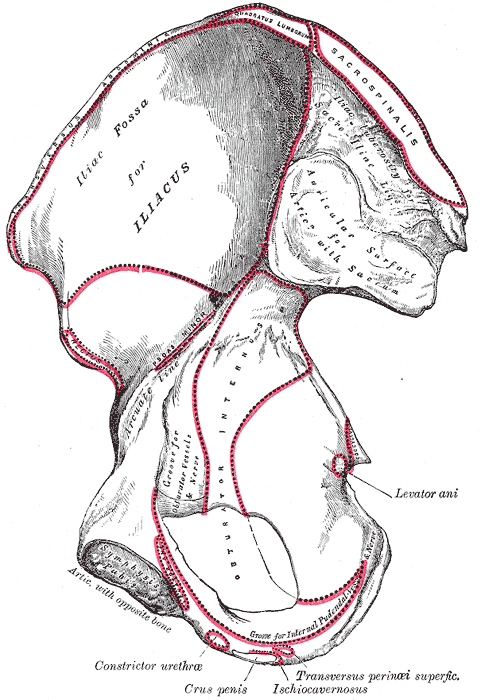
Osul șoldului drept. Suprafața internă.
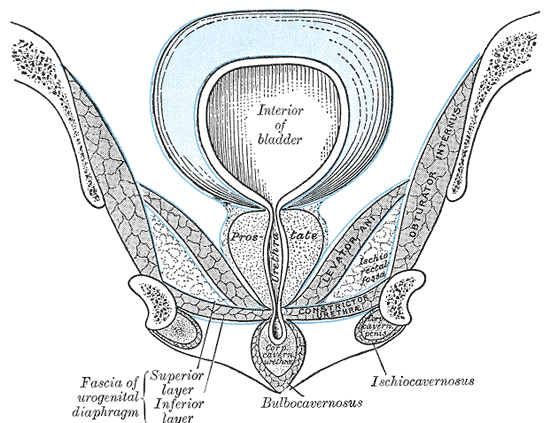
Secțiunea coronală a părții anterioare a pelvisului, prin arcul pubian. Văzut din față.
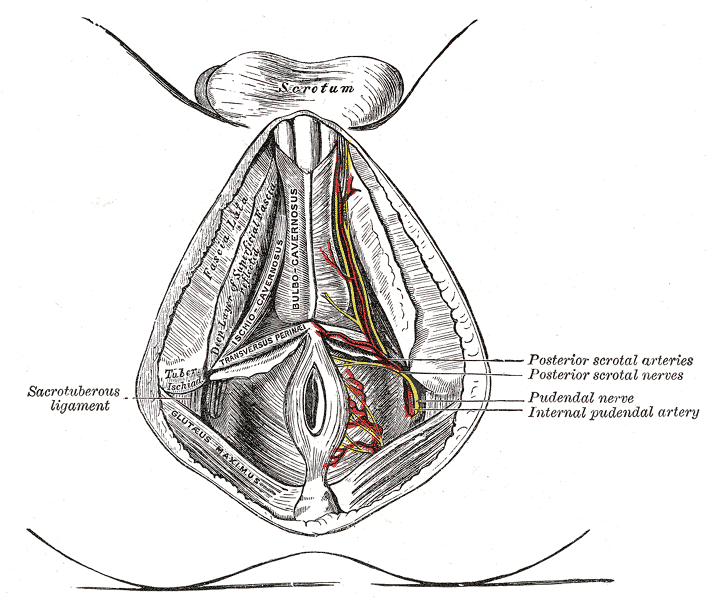
Ramurile superficiale ale arterei pudendale interne.